# O Carnaval de Ivete Sangalo
O Carnaval de Ivete Sangalo é uma série de coletâneas lançadas pela Universal com o repertório carnavalesco de Ivete Sangalo algumas semanas antes dos Carnavais entre 2012 e 2016.

## Volume 1
O Carnaval de Ivete Sangalo é uma coletânea da artista musical brasileira Ivete Sangalo, lançada apenas no formato digital atraves do iTunes Brasil em 7 de fevereiro de 2012 pela Universal Music. Uma nova versão do álbum foi lançado no dia 31 de janeiro, incluindo 16 faixas, com somente 3 canções da versão de 2012. Em 2014, uma terceira edição do álbum foi lançada com novas faixas no dia 25 de fevereiro de 2014. Em 16 de dezembro de 2014, uma quarta edição do álbum foi lançada, com canções que estão presentes somente no DVD Ivete Sangalo 20 anos.

### Desenvolvimento
O álbum foi o primeiro trabalho da cantora a ser lançado apenas no formato digital atraves de download digital na loja virtual iTunes Brasil, não sendo disponibilizado em CD físico para as lojas, trazendo vinte faixas além do bônus "Losing Control, canção da DJ Miss Cady com a participação de Ivete Sangalo e do cantor estadunidense Nick London. O disco é uma parceria entra a Caco de Telha e a Universal Music para estimular os fãs da cantora a comprar seus trabalhos de forma online com a chegada do iTunes Store no Brasil pouco tempo antes. O disco completo foi colocado no site ao preço de US$7,99, sendo que cada canção estava separadamente em US$0,99, sendo também possível ser comprado diretamente nos aparelhos iPhone, iPad e iPod touch, uma inovação no comércio de canções no Brasil.

### Desempenho comercial
Durante suas primeiras vinte e quatro horas comercializado no iTunes Store, o trabalho desbancou o álbum de estúdio inédito MDNA da cantora estadunidense Madonna que estava em pré-venda a poucos dias, ficando atrás apenas dos discos de Paul McCartney e Adele. Todas as versões do álbum conseguiram de manter entre os dez mais comprados na iTunes Store.

### Lista de faixas
| N.º | Título                                                                         | Álbum de origem                               | Duração |  |
| 1.  | "Não Me Conte Seus Problemas"                                                  | Ivete no Maracanã (2007)                      | 5:03    |  |
| 2.  | "Abalou"                                                                       | Ivete no Maracanã (2007)                      | 5:56    |  |
| 3.  | "Bota Pra Ferver" (com a participação de Durval Lélys)                         | Ivete no Maracanã (2007)                      | 3:56    |  |
| 4.  | "Arerê"                                                                        | Banda Eva Ao Vivo (1997)                      | 4:18    |  |
| 5.  | "Beleza Rara"                                                                  | Banda Eva Ao Vivo (1997)                      | 4:42    |  |
| 6.  | "Berimbau Metalizado"                                                          | Ivete Sangalo no Madison Square Garden (2010) | 4:03    |  |
| 7.  | "Cadê Dalila"                                                                  | Ivete Sangalo no Madison Square Garden (2010) | 3:11    |  |
| 8.  | "Canibal"                                                                      | MTV ao Vivo (2004)                            | 3:43    |  |
| 9.  | "Carro Velho"                                                                  | MTV ao Vivo (2004)                            | 2:55    |  |
| 10. | "Céu da Boca" (com a participação de Gilberto Gil)                             | MTV ao Vivo (2004)                            | 3:30    |  |
| 11. | "Desejo de Amar"                                                               | Ivete Sangalo no Madison Square Garden (2010) | 3:39    |  |
| 12. | "Eva / Alô Paixão / Beleza Rara"                                               | MTV ao Vivo (2004)                            | 6:09    |  |
| 13. | "Festa / Sorte Grande"                                                         | Ivete Sangalo no Madison Square Garden (2010) | 3:36    |  |
| 14. | "Me Abraça"                                                                    | Banda Eva Ao Vivo (1997)                      | 4:58    |  |
| 15. | "Tô Na Rua"                                                                    | MTV ao Vivo (2004)                            | 4:40    |  |
| 16. | "Pererê"                                                                       | MTV ao Vivo (2004)                            | 3:15    |  |
| 17. | "Flor do Reggae"                                                               | MTV ao Vivo (2004)                            | 4:21    |  |
| 18. | "Vem Meu Amor"                                                                 | Banda Eva Ao Vivo (1997)                      | 3:31    |  |
| 19. | "Na Base do Beijo"                                                             | Ivete Sangalo no Madison Square Garden (2010) | 3:56    |  |
| 20. | "Favo de Mel" (com a participação de Ninha)                                    | Ivete Sangalo 2008 (2008)                     | 3:03    |  |
| 21. | "Losing Control" (Miss Cady com a participação de Ivete Sangalo e Nick London) | Inédita                                       | 3:21    |  |

### Desempenho nas tabelas musicais
| Parada musical (2012)          | Melhor posição |
| ------------------------------ | -------------- |
| Brasil (Ranking iTunes Brasil) | 7              |

## Volume 2
O Carnaval de Ivete Sangalo é uma coletânea da artista musical brasileira Ivete Sangalo, sendo a segunda versão desta. Foi lançada apenas no formato digital através do iTunes Brasil em 31 de janeiro de 2013 pela Universal.

### Desenvolvimento
No dia 31 de janeiro de 2013, uma versão do álbum foi relançada, contendo 16 faixas (das 16, apenas 3 estavam na versão de 2012). Dentre as faixas do álbum, destaque para "Dançando", "Real Fantasia" e "No Meio do Povão", que fazem parte do último álbum de estúdio da cantora, "Real Fantasia" (2012). A canção "No Brilho Desse Olhar", que também faz parte do álbum, foi incluída numa versão inédita e acústica. Uma versão ao vivo de "Balakbak", gravada e incluída apenas no DVD do Madison Square Garden, assim como uma versão ao vivo de "Mega Beijo", incluída apenas no DVD do Maracanã, também fazem parte da coletânea digital.

### Lista de faixas
| N.º | Título                                              | Álbum de origem                               | Duração |  |
| 1.  | "Sorte Grande"                                      | Ivete no Maracanã (2007)                      | 4:00    |  |
| 2.  | "Dançando"                                          | Real Fantasia (2012)                          | 3:50    |  |
| 3.  | "Real Fantasia"                                     | Real Fantasia (2012)                          | 3:39    |  |
| 4.  | "No Meio do Povão/Citação: Depois Que o Ilê Passar" | Real Fantasia (2012)                          | 3:12    |  |
| 5.  | "No Brilho Desse Olhar" (Versão Acústica)           | Dançando (2013)                               | 3:41    |  |
| 6.  | "Pererê"                                            | MTV ao Vivo (2004)                            | 3:18    |  |
| 7.  | "De Ladinho"                                        | MTV ao Vivo (2004)                            | 4:30    |  |
| 8.  | "Cadê Dalila?"                                      | Ivete Sangalo no Madison Square Garden (2010) | 3:11    |  |
| 9.  | "Desejo de Amar"                                    | Ivete Sangalo no Madison Square Garden (2010) | 3:40    |  |
| 10. | "Não Quero Dinheiro (Só Quero Amar)"                | Ivete no Maracanã (2007)                      | 2:46    |  |
| 11. | "Chorando Se Foi (Llorando se Fué)"                 | As Super Novas (2005)                         | 3:38    |  |
| 12. | "Mega Beijo"                                        | Ivete Sangalo no Maracanã (2007)              | 3:52    |  |
| 13. | "Acelera Aê (Noite do Bem)"                         | Ivete Sangalo no Madison Square Garden (2010) | 4:50    |  |
| 14. | "Balakbak"                                          | Ivete Sangalo no Madison Square Garden (2010) | 4:08    |  |
| 15. | "Eva / Alô Paixão / Beleza Rara"                    | Ivete Sangalo no Madison Square Garden (2010) | 6:26    |  |
| 16. | "País Tropical / Arerê / Taj Mahal"                 | Ivete no Maracanã (2007)                      | 5:09    |  |

## Volume 3
O Carnaval de Ivete Sangalo é uma coletânea da artista musical brasileira Ivete Sangalo, sendo a terceira versão desta. Foi lançada apenas no formato digital através do iTunes Brasil em 25 de fevereiro de 2014 pela Universal.

### Desenvolvimento
No dia 25 de fevereiro de 2014, uma terceira versão do álbum foi lançada, contendo 15 faixas. Dentre as faixas do álbum, inclui a canção "Tempo de Alegria" em versão estúdio, versão presente somente nesse álbum. Inclui cinco canções do álbum Ivete no Maracanã, sendo elas "Festa", "A Galera", "Ilumina", "Não Vou Ficar" com participação de Samuel Rosa e "Sá Marina". Inclui três canções do álbum Ivete Sangalo no Madison Square Garden, sendo elas "Pra Falar de Você", "Flores (Sonho Épico) e o medley "Me Abraça / Eternamente / Tá Tudo Bem / Pegue Aí". Inclui uma canção dos álbum Pode Entrar, uma do álbum Real Fantasia e uma do álbum As Super Novas, sendo elas respectivamente "Não Me Faça Esperar", "Vejo o Sol e a Lua" e "Chorando Se Foi". Três canções do álbum Banda Eva Ao Vivo da formação da Banda Eva com Ivete Sangalo foram incluídas no álbum, sendo elas "Miragem", "Tão Seu" e "Manda Ver".

### Lista de faixas
| N.º | Título                                             | Álbum de origem                               | Duração |  |
| 1.  | "Tempo de Alegria"                                 | Ivete Sangalo 20 anos (2014)                  | 3:48    |  |
| 2.  | "Festa"                                            | Ivete no Maracanã (2007)                      | 3:15    |  |
| 3.  | "A Galera"                                         | Ivete no Maracanã (2007)                      | 3:39    |  |
| 4.  | "Não Me Faça Esperar"                              | Pode Entrar (2009)                            | 3:35    |  |
| 5.  | "Vejo o Sol e a Lua"                               | Real Fantasia (2012)                          | 2:47    |  |
| 6.  | "Pra Falar de Você"                                | Ivete Sangalo no Madison Square Garden (2010) | 4:04    |  |
| 7.  | "Chorando Se Foi (Llorando Se Fue)"                | As Super Novas (2005)                         | 3:36    |  |
| 8.  | "Ilumina"                                          | Ivete no Maracanã (2007)                      | 4:18    |  |
| 9.  | "Miragem"                                          | Banda Eva Ao Vivo (1997)                      | 4:21    |  |
| 10. | "Tão Seu"                                          | Banda Eva Ao Vivo (1997)                      | 3:16    |  |
| 11. | "Me Abraça / Eternamente / Tá Tudo Bem / Pegue Aí" | Ivete Sangalo no Madison Square Garden (2010) | 7:22    |  |
| 12. | "Não Vou Ficar" (feat. Samuel Rosa)                | Ivete no Maracanã (2007)                      | 3:52    |  |
| 13. | "Flores (Sonho Épico)"                             | Ivete Sangalo no Madison Square Garden (2010) | 3:26    |  |
| 14. | "Sá Marina"                                        | Ivete no Maracanã (2007)                      | 3:45    |  |
| 15. | "Manda Ver"                                        | Banda Eva Ao Vivo (1997)                      | 4:33    |  |

## Volume 4
O Carnaval de Ivete Sangalo é uma coletânea da artista musical brasileira Ivete Sangalo, sendo a quarta versão desta. Foi lançada apenas no formato digital através do iTunes Brasil em 16 de dezembro de 2014 pela Universal.

### Desenvolvimento
Em 16 de dezembro de 2014 foi lançada uma quarta versão do álbum, intitulada de "O Carnaval de Ivete Sangalo 2015". Essa versão contém 18 faixas, com canções de cinco álbuns da Ivete Sangalo. No álbum contém duas versões da canção "Berimbau Metalizado", uma do álbum Ivete Sangalo 20 anos e outra do álbum Ivete no Maracanã. Além de Berimbau Metalizado, foram incluídas outras sete canções do álbum Ivete Sangalo 20 Anos, sendo elas "Vejo o Sol e a Lua", os medleys "Na Base do Beijo / Manda Ver / Pra Abalar" e "Faraó Divindade do Egito / Ladeira do Pelô / Doce Obsessão", o último com participação do Olodum. "Adeus Bye Bye", "Muito Obrigado  Axé" e "Tempo de Alegria" também foram incluídas. O single de Ivete para o verão de 2015 "Pra Frente" abre o álbum. Do álbum Real Fantasia foram extraídas as canções "No Meio do Povão", "Dançando" e "Real Fantasia". Do álbum Ivete no Maracanã foram extraídas "Citação: É Difícil / Chorando Se Foi (Llorando Se Fue) / Preta" e "Céu da Boca". Do álbum Ivete Sangalo no Madison Square Garden foram extraídas "Qui Belê" e "Na Base do Beijo". Dos álbuns Ivete Sangalo e As Super Novas foram extraídas respectivamente "Música pra Pular Brasileira" e "Abalou".

### Lista de faixas
| N.º | Título                                                                                       | Álbum de origem                               | Duração |  |
| 1.  | "Pra Frente"                                                                                 | Ivete Sangalo 20 anos (2014)                  | 3:16    |  |
| 2.  | "Vejo o Sol e a Lua"                                                                         | Ivete Sangalo 20 anos (2014)                  | 2:57    |  |
| 3.  | "Na Base do Beijo / Manda Ver / Pra Abalar"                                                  | Ivete Sangalo 20 anos (2014)                  | 4:26    |  |
| 4.  | "Faraó Divindade do Egito / Ladeira do Pelô / Doce Obsessão" (participação especial: Olodum) | Ivete Sangalo 20 anos (2014)                  | 5:32    |  |
| 5.  | "Berimbau Metalizado"                                                                        | Ivete Sangalo 20 anos (2014)                  | 2:36    |  |
| 6.  | "Adeus Bye Bye"                                                                              | Ivete Sangalo 20 anos (2014)                  | 3:07    |  |
| 7.  | "No Meio do Povão / Citação: Depois Que o Ilê Passar"                                        | Real Fantasia (2012)                          | 3:12    |  |
| 8.  | "Céu da Boca"                                                                                | Ivete no Maracanã (2007)                      | 3:38    |  |
| 9.  | "Dançando"                                                                                   | Real Fantasia (2012)                          | 3:50    |  |
| 10. | "Real Fantasia"                                                                              | Real Fantasia (2012)                          | 3:58    |  |
| 11. | "Abalou"                                                                                     | As Super Novas (2005)                         | 3:53    |  |
| 12. | "Citação: É Difícil / Chorando Se Foi (Llorando Se Fue) / Preta"                             | Ivete no Maracanã (2007)                      | 4:23    |  |
| 13. | "Qui Belê"                                                                                   | Ivete Sangalo no Madison Square Garden (2010) | 3:03    |  |
| 14. | "Berimbau Metalizado"                                                                        | Ivete no Maracanã (2007)                      | 4:02    |  |
| 15. | "Música Pra Pular Brasileira"                                                                | Ivete Sangalo (1999)                          | 3:23    |  |
| 16. | "Na Base do Beijo"                                                                           | Ivete Sangalo no Madison Square Garden (2010) | 3:58    |  |
| 17. | "Tempo de Alegria"                                                                           | Ivete Sangalo 20 anos (2014)                  | 3:37    |  |
| 18. | "Muito Obrigado Axé"                                                                         | Ivete Sangalo 20 anos (2014)                  | 3:50    |  |

## Volume 5
Sai do Chão: O Carnaval de Ivete Sangalo é  uma coletânea musical da artista musical brasileira Ivete Sangalo, sendo a quinta de uma série de mesmo título. Foi lançada nos formatos de CD e DVD pela Universal Music em 11 de dezembro de 2015. O álbum inclui a música inédita "O Farol", música de trabalho de Ivete para o verão e carnaval de 2016.

### Lista de faixas
| N.º | Título                                          | Compositor(es)                                                                    | Álbum de origem                               | Duração |  |
| 1.  | "O Farol"                                       | Ramon Cruz                                                                        | Inédita                                       |         |  |
| 2.  | "Eva" / "Alô Paixão" / "Beleza Rara"            | Giancarlo Bigazzi, Umberto Tozzi e Marcos Ficarelli / Jorge Xaréu / Ed Grandão    | MTV ao Vivo (2004)                            |         |  |
| 3.  | "Acelera Aê (Noite do Bem)"                     | Gigi, Magno Sant'Anna, Fabinho O'Brian e Dan Kambaiah                             | Ivete Sangalo no Madison Square Garden (2010) |         |  |
| 4.  | "De Ladinho"                                    | Léo Bit Bit, Gustavo Di Dalva e Boghan                                            | MTV ao Vivo (2004)                            |         |  |
| 5.  | "Flor do Reggae"                                | Ivete Sangalo, Gigi e O’Brian                                                     | MTV ao Vivo (2004)                            |         |  |
| 6.  | "Na Base do Beijo" / "Manda Ver" / "Pra Abalar" | Alain Tavares, Rita Mendes / Tavares, Gilson Babilônia / Babilônia, Tonho Matéria | Ivete Sangalo 20 anos (2014)                  |         |  |
| 7.  | "Não Quero Dinheiro (Só Quero Amar)"            | Tim Maia                                                                          | Ivete no Maracanã (2007)                      |         |  |
| 8.  | "Berimbau Metalizado"                           | Doria, Duller, Miro Almeida                                                       | Ivete no Maracanã (2007)                      |         |  |
| 9.  | "Arerê"                                         | Tavares, Babilônia                                                                | MTV ao Vivo (2004)                            |         |  |
| 10. | "Tô na Rua"                                     | Gal Sales e Xexéu II                                                              | MTV ao Vivo (2004)                            |         |  |
| 11. | "Cadê Dalila?"                                  | Carlinhos Brown, Tavares                                                          | Pode Entrar (2009)                            |         |  |
| 12. | "Dançando"                                      | Filipe Escandurras, Márcio Victor, Tierry Coringa                                 | Real Fantasia (2012)                          |         |  |
| 13. | "Festa" / "Sorte Grande"                        | Anderson Cunha / Lourenço                                                         | Ivete Sangalo 20 anos (2014)                  |         |  |
| 14. | "Tempo de Alegria"                              | Escandurras, Gigi, Sant'Anna                                                      | Ivete Sangalo 20 anos (2014)                  |         |  |
| 15. | "Céu da Boca"                                   | Reinaldo Marcel                                                                   | MTV ao Vivo (2004)                            |         |  |
| 16. | "Carro Velho"                                   | Sangalo, Ninha                                                                    | MTV ao Vivo (2004)                            |         |  |
| 17. | "Vem Meu Amor" / "Nossa Gente (Avisa Lá)"       | Silvio e Guio / Roque Carvalho                                                    | MTV ao Vivo (2004)                            |         |  |
| 18. | "Muito Obrigado Axé"                            | Brown                                                                             | Pode Entrar (2009)                            |         |  |

| DVD |                                                 |                                                           |                                               |         |  |
| N.º | Título                                          | Compositor(es)                                            | DVD de onde foi retirado                      | Duração |  |
| 1.  | "Acelera Aê (Noite do Bem)"                     | Gigi, Sant'Anna, O'Brian e Kambaiah                       | Ivete Sangalo no Madison Square Garden (2010) |         |  |
| 2.  | "Eva" / "Alô Paixão" / "Beleza Rara"            | Bigazzi, Tozzi e Ficarelli / Xaréu / Grandão              | MTV ao Vivo (2004)                            |         |  |
| 3.  | "Flor do Reggae"                                | Sangalo, Gigi e O'Brian                                   | MTV ao Vivo (2004)                            |         |  |
| 4.  | "Tempo de Alegria"                              | Escandurras, Gigi e Sant'Anna                             | Ivete Sangalo 20 anos (2014)                  |         |  |
| 5.  | "Balakbak"                                      | Esquisito, Pururu, Nunes e Vidal                          | Ivete Sangalo no Madison Square Garden (2010) |         |  |
| 6.  | "Festa"                                         | Cunha                                                     | MTV ao Vivo (2004)                            |         |  |
| 7.  | "Sorte Grande"                                  | Lourenço                                                  | MTV ao Vivo (2004)                            |         |  |
| 8.  | "Cadê Dalila?"                                  | Brown, Tavares                                            | Ivete Sangalo no Madison Square Garden (2010) |         |  |
| 9.  | "Real Fantasia"                                 | Magary Lord, Jorginho, Codó Lima e Fábio Alcântara        | Ivete Sangalo 20 anos (2014)                  |         |  |
| 10. | "Berimbau Metalizado"                           | Doria, Duller, Miro Almeida                               | Ivete no Maracanã (2007)                      |         |  |
| 11. | "Dançando"                                      | Escandurras, Victor, Coringa                              | Ivete Sangalo 20 anos (2014)                  |         |  |
| 12. | "Céu da Boca"                                   | Marcel                                                    | MTV ao Vivo (2004)                            |         |  |
| 13. | "Pra Falar de Você"                             | Sangalo, Gigi                                             | Ivete Sangalo no Madison Square Garden (2010) |         |  |
| 14. | "Na Base do Beijo" / "Manda Ver" / "Pra Abalar" | Tavares, Mendes / Tavares, Babilônia / Babilônia, Matéria | Ivete Sangalo 20 anos (2014)                  |         |  |
| 15. | "Abalou"                                        | Sangalo, Larissa Meira e Gigi                             | Ivete no Maracanã (2007)                      |         |  |
| 16. | "Pra Frente"                                    | Gigi, Sant'Anna e Escandurras                             | Ivete Sangalo 20 anos (2014)                  |         |  |
| 17. | "Qui Belê"                                      | Cruz                                                      | Ivete Sangalo no Madison Square Garden (2010) |         |  |
| 18. | "Muito Obrigado Axé"                            | Brown                                                     | Ivete Sangalo 20 anos (2014)                  |         |  |

### Desempenho nas tabelas musicais
| Parada musical (2016)    | Melhor posição |
| ------------------------ | -------------- |
| Brasil (ABPD Top Álbuns) | 4              |
| Brasil (ABPD Top DVDs)   | 1              |

## Histórico de Lançamento
| País   | Data                    | Formatos                  | Gravadora       | Notas                  |
| ------ | ----------------------- | ------------------------- | --------------- | ---------------------- |
| Brasil | 7 de fevereiro de 2012  | Download digital          | Universal Music | Versão 2012 (Original) |
| Brasil | 31 de janeiro de 2013   | Download digital          | Universal Music | Versão 2013            |
| Brasil | 25 de fevereiro de 2014 | Download digital          | Universal Music | Versão 2014            |
| Brasil | 16 de dezembro de 2014  | Download digital          | Universal Music | Versão 2015            |
| Brasil | 11 de dezembro de 2015  | CD, DVD, download digital | Universal Music | Versão 2016            |